# La Houssaye-en-Brie
La Houssaye-en-Brie è un comune francese di 1 615 abitanti situato nel dipartimento di Senna e Marna, nella regione dell'Île-de-France.

## Società

### Evoluzione demografica
Abitanti censiti